# عبد الغني العريسي
عبد الغني محمد بن عبد الرحمن العريّسي، (1891 في بيروت - 1916)، هو كاتب، صحفي، وسياسي.

## حياته

### تعليمه
تلقى دراسته الابتدائية في جمعية المقاصد الخيرية الإسلامية‌، ثم في الكلية العثمانية الإسلامية التي أسسها الشيخ أحمد عباس الأزهري سنة 1898، ونال شهادته سنة 1906. وقد عملت هذه المدرسة على تعميق روح الانتماء لدى طلابها إلى وطنهم وتاريخهم، وبعثت في نفوسهم روح التحرر، وزرعت بذور الثورة ضد الاستبداد.
كما تردّد العريسي على حلقة الشيخ طاهر الجزائري، وقد تركت أثراً فيه، إذ كانت أهدافها الأساسية دراسة تاريخ العرب وقواعد اللغة العربية وآدابها، مع وجود هدف خفي آخر هو بعث العروبة في نفوس الشباب لحملهم على مطالبة الدولة العثمانية باتخاذ نظام اللامركزية في الحكم، الذي يحفظ للعرب حقوقهم ويجعل اللغة العربية اللغة الرسمية في المدارس الحكومية، ودواوين الولايات ومحاكمها.
بعد تخرج العريسي من الكلية العثمانية، اختاره مديرها للتدريس فيها فتخصص في تدريس الإنشاء والعلوم الطبيعية لمدة سنتين، ثم سافر إلى باريس لإكمال الدراسة هناك بهدف الإطلاع على حياة الأمم الغربية، وأسباب ومظاهر قوتها المادية والمعنوية.
درس العريسي في باريس في كلية العلوم السياسية أولاً، ومن ثم تابع دراسته في كلية الصحافة، فأصبح بذلك من المختصين في العلوم السياسية والصحافية معاً. فعاد إلى بلاده في 10 أغسطس 1913 بعد غياب دام 16 شهراً زار خلالها بيروت عدة مرات لمتابعة نشاطه السياسي فيها.

### عمله كصحفي
بدأ العريسي مشواره الصحفي عام 1909 بإصداره جريدة المفيد اليومية، حيث كان خلال مدة دراسته يبعث بمقالاته لها، وقد كان لدراسة العريسي للعلوم السياسية في باريس ولتمكنه من اللغة الفرنسية أثر كبير في زيادة إدراكه وفهمه للمفاهيم السياسية الأوروبية، وبدا هذا على أسلوب مقالاته في الصحيفة، كما بدا تأثره بالثقافة الفرنسية وشغفه بالفكر والأدب الفرنسي وإعجابه الشديد بالفلاسفة والمفكرين الغربيين، إذ أنه يضعهم جنباً إلى جنب مع أسماء الكتاب والمفكرين العرب. ولقد جعل العريسي من جريدته المفيد منبراً لنقل أهم آراء ونظريات العلماء الأوربيين في السياسة والقانون والصحافة إلى الفكر العربي، نظراً لشدة إيمانه بالانفتاح على الغرب والاقتباس عنه. ولكثرة إعجاب العريسي بالفكر الغربي قام بترجمة بعض الفصول من كتاب حضارة العرب للكاتب جوستاف لوبون على صفحات صحيفة المفيد، فاختار من فصول الكتاب فصلي: «العرب في الأندلس» و«تحضير العرب لأوروبا وتأثيرهم في المشرق والمغرب».

### السياسة
انتسب العريسي في باريس إلى جمعية العربية الفتاة في عام 1912، ومن خلالها استطاع ممارسة نشاطاته السياسية، ومن بينها تأسيس نادي الحرية والائتلاف في بيروت في 4 سبتمبر 1912، كما ساهم في تأسيس جمعية بيروت الإصلاحية أواخر نفس السنة، كما كان العريسي منتسباً إلى حزب اللامركزية الإدارية، ومن أصحاب فكرة انعقاد المؤتمر العربي الأول في باريس شهر يونيو عام 1913 من أجل مطالبة الدولة (الاتحادية) بإصلاح بلاد العرب وإعطائها حقها الدستوري، وكان من أعضاء اللجنة التحضيرية للمؤتمر.
وبعد عودته إلى بيروت لم ينقطع العريسي عن نشاطه السياسي، فتابعه من خلال جريدة المفيد والتي كانت سنة 1913 نقطة تحول في خطابها السياسي، إذ اشتد إيمانها بضرورة الإصلاح وركزت على ضرورة تعزيز الهوية العربية في وجه سياسة التتريك التي اتبعتها جمعية الاتحاد والترقي ضد العرب.
وقد أوقفت الحكومة الاتحادية جريدة المفيد أكثر من مرة، فصدرت باسم «فتى العرب». وفي أوائل سنة 1914، اغتنمت الحكومة فرصة تضعضع أحوال الجريدة مالياً من جراء توالي دفع الغرامات الباهظة، وعرضت على العريسي مساعدة مالية ومرتباً شهرياً للجريدة بشرط تعديل سياستها فرفض ذلك. ولما أدركت الحكومة المركزية فشلها الذريع في استمالته بالمال، استدعته إلى الأستانة فسافر إلى هناك واجتمع بطلعت بك وكبار الاتحاديين فحاولوا خداعه واستمالته مرة أخرى ولكن دون جدوى.
ولماأُعلِنت الحرب العالمية الأولى، عادت الجريدة إلى الظهور باسمها القديم «المفيد»، وقد عدّل العريسي سياسة الجريدة منضماً إلى الحكومة، شاداً أزرها بسبب حالة الحرب المعلنة، معتقداً بوجود مناصرة الدولة مادامت في حرب، مرجأ الاختلافات السياسية إلى ما بعد الحرب، وقد أخلص لها إخلاصاً دعا البعض إلى إساءة الظن به واتهامه بالتذبذب وموالاة الحكومة.

## إعدامه
وعندما حكم جمال باشا وبدأت حالة الاستبداد، جرت اعتقالات تستهدف الشباب المثقفين الذين حملوا لواء الإصلاح، وتمكن العريسي من الفرار بعدما أدرك سوء نية جماعة الاتحاد والترقي، ولكنهم قبضوا عليه فيما بعد بجوار مدائن صالح مع رفاقه توفيق البساط وعمر حمد وعارف الشهابي.
وتم تنفيذ حكم الإعدام بحق العريسي بسرعة وبمحاكمة صورية هو ورفاقه استناداً إلى وثائق مزورة. وذُكر أن عبد الغني العريسي طلب أن يخرج من الديوان العرفي بعالية إلى ساحة البرج في بيروت، وأن يعدم مع رفيقيه الأمير عارف الشهابي وعمر حمد، فخرج الثلاثة ينشدون: «نحن آبناء الألى سادوا مجداً وعلا».
وحين وصل عبد الغني العريسي إلى ساحة الإعدام قال له الشيخ تشهد يا عبد الغني. فأجاب بصوت جهوري: «أشهد أن لا إله إلا الله وأشهد أن محمداً رسول الله، وأشهد أن الخلافة للعرب إن شاء الله». وحين وُضِع حبل المشنقة حول عنقه قال: «بلغوا جمال باشا أن الملتقى قريب، وأن أبناء الرجال الذين يقتلون اليوم سيقطعون في المستقبل بسيوفهم أعناق أبناء الأتراك، إن الدول لا تبنى على غير الجماجم وإن جماجمنا ستكون أساساً لاستقلال بلادنا». وكان ذلك بتاريخ 6 مايو 1916.

## مقالاته وكتبه
ترك العريسي عددا كبيراً من المقالات الفكرية والسياسية والتربوية، كما ترجم عن الفرنسية كتاب البنين ونشره في المفيد على حلقات متسلسلة.
كما له أيضاً كتاب بعنوان المختار من ثمرات الحياة الذي اختاره من ديوان الشاعر حسن حسني الطويراني وهو كتاب يحتوي على قصائد شعرية يتحدث فيه عن العاطفة الوطنية، وقد أُشير إليه أحيانا باسم «ثمرة الحياة».